# Robert Greene

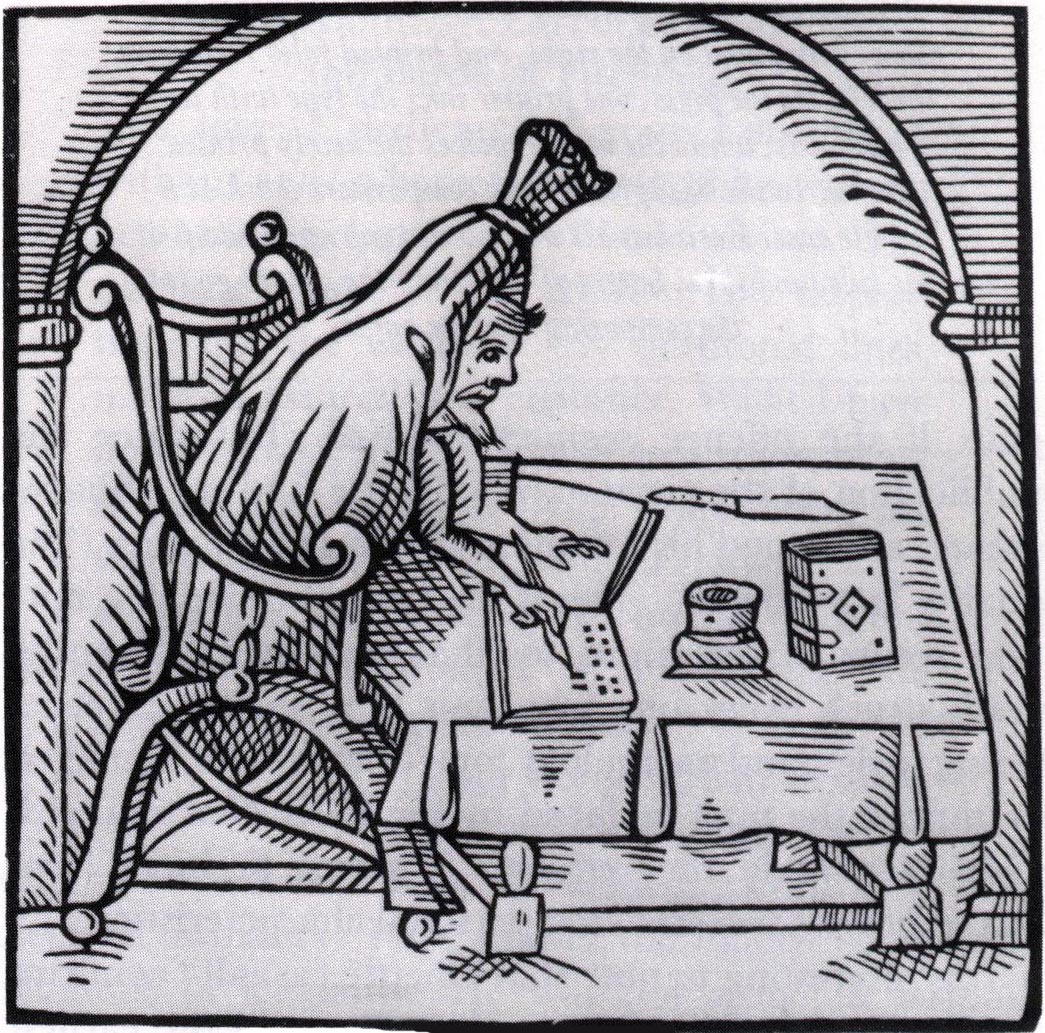
Robert Greene

Robert Greene (ur. 1558, zm. 3 września 1592) – angielski pisarz, autor sztuk teatralnych, krytyk. 

## Życie
Urodził się w Norwich, edukację odebrał na Uniwersytecie Cambridge – licencjat otrzymał w roku 1580 w St John’s College, a tytuł magistra w roku 1583 w Clare College . Był jedną z pierwszych osób na Wyspach, które zarabiały na życie pisząc. Wiele podróżował. Znał z lektury oryginalnych tekstów autorów włoskich, którym jako pisarz najwięcej zawdzięczał. Początkowo prowadził życie krańcowo swobodne, by z czasem stać się przedstawicielem skrajnego purytanizmu. Umarł 3 września w 1592 na skutek obżarstwa. 

## Opowieści i pamflety
Greene należał do największych twórców beletrystyki epoki elżbietańskiej. Jego najważniejszymi opowieściami są Pandosto (1588), Permides the Blacksmith (1588) i Menaphon (1589). Pierwszy z tych utworów podsunął Szekspirowi fabułę do Opowieści zimowej. 
Greene jest też autorem cyklu autobiograficznego. Rozpoczyna go Greene’s Mourning Garment (1590) i Greene’s Never Too Late (1590), kończy zaś wynurzeniami na łożu śmierci Greene’s Groats-worth of Wit Bought with a Million of Repentance, w którym krytykuje Williama Shakespeare’a, oskarżając go o to, że popełnia plagiat, a także o to, że jest tylko aktorem, który śmie pisać sztuki. W opisach z życia Londynu Notable Discovery of Coosnage (1591), The Defence of Conny-Catcher (1592) obnaża łotrostwa życia miejskiego. W swoich utworach Greene w zgryźliwy sposób portretuje świat łotrów i cyganerii, szczególnie natrząsając się z młodego Shakescene, który łata stare sztuki. 

## Sztuki
W swoich komediach Greene szuka tego co się podoba prostej publiczności. Wprowadza na scenę zakochanych młodych, mających wysokie poczucie godności bohaterów z gminu, patriotyzm, efektowne triki sceniczne, humor. Zachowane sztuki Greene’a powstały w następującej kolejnościː
- Alphonsus King of Aragon (druk 1599) – stanowi imitację Marlowe’a, głównie jego Tamerlana.
- A Looking Glasse for London and England (z Thomasem Lodge’m, druk 1594).
- The History of Orlando Furioso (druk 1594) – pochodzi z Ariosta, jest jednak jego swobodną przeróbką.
- Friar Bacon and Friar Bungay (ok. 1591) – rozwija wątek ze starej opowieści w idylliczną historię Małgorzaty z Fressinfield, Lacy’ego i króla. W córce leśniczego zakochuje się książę Walii, który w końcu ustępuje adoratorowi z niżsego rodu. Tymczasem sławny uczony angielski, Roger Bacon, z którego legenda uczyniła maga, ma wyczarować wokół Anglii mur z mosiądzu, który by ją chronił przez najazdem. Bacon popisuje się czarnoksięskimi sztuczkami, a w chwilach napięcia nierozgarnięty służący zabawia publiczność.
- The Scottish History of James IV (druk 1598) – jest udramatyzowaną opowieścią z Hecatommithi Cinthia, w której występuje Oberon, król wróżek.

Greene’owi przypisywano też pewien udział w powstaniu takich utworów jakː Selimus, The Troublesome Raigne of John, The First Part of the Contention betwixt the Houses of Yorke and Lancaster oraz The True Tragedie of Richard Duke of Yorke. Nie można jednak tego dowieść. Wiele natomiast wskazuje na to, że ostatnią jego komedią był George a Greene, the Pinner of Wakefield (druk 1599), w której pojawia się Robin Hood i jego leśny kolega, dziarski Pinner (gajowy?), nieustępujący prawdziwym rycerzom. Greene rozwinął komedię angielską, której podstawy dał John Lyly, wprowadzając zawiłą akcję, większe poczucie prawdopodobieństwa i proste uczucia ludzkie.